# 온통자바날여우박쥐
온통자바날여우박쥐(Pteropus howensis)는 큰박쥐과에 속하는 박쥐의 일종이다. 왕박쥐속에 포함되며, 솔로몬 제도의 온통 자바 산초에서 발견된다. 자연 서식지는 아열대 또는 열대 기후 지역의 건조림과 습지이다. 2008년 국제 자연 보전 연맹(IUCN)이 보존 등급을 "정보부족종"으로 분류했다. 그러나 해수면 근처에 있는 모든 작은 섬들에서만 확인된다. 따라서 해수면 상승에 따라 위협을 받고 있다.